# مهدی‌آباد (رشتخوار)
مهدی‌آباد (رشتخوار)، روستایی از توابع بخش مرکزی شهرستان رشتخوار در استان خراسان رضوی ایران است.

## جمعیت
این روستا در دهستان رشتخوار قرار دارد و براساس سرشماری مرکز آمار ایران در سال 1399، جمعیت آن 4555 نفر487خانوار) بوده‌است.